# 1723 год в музыке

## События
- 13 апреля — Леопольд, князь Ангальт-Кётенский разрешил Иоганну Себастьяну Баху оставить службу придворного капельмейстера и выехать в Лейпциг, чтобы занять должность кантора хора Святого Фомы и учителя школы при церкви.[1]
- Георг Фридрих Гендель переезжает в дом по адресу: Брук-стрит, 25 (Лондон), теперь там дом-музей Генделя.
- Алессандро Скарлатти начинает свою последнюю крупную работу, свадебную серенаду для князя Стиглиано, которая из-за смерти автора так и осталась незавершённой.
- Франческо Мария Верачини возвращается во Флоренцию из Германии.
- Антонио Вандини и Джузеппе Тартини поступают на службу к графу Кински в Праге.
- Пьер Франческо Този опубликовал книгу «Взгляды древних и современных певцов» (итал. Opinione de' cantori antichi e moderni), оказавшую значительное влияние на развитие вокального искусства.
- Андре Кампра стал заместителем регента в Королевской капелле в Версале.

## Классическая музыка
- Иоганн Себастьян Бах — Инвенции и симфонии, Инвенция № 6 ми-бемоль мажор для скрипки и виолончели в двух частях.
- Антонио Мария Бонончини (итал. Antonio Maria Bononcini) — Stabat Mater.
- Луи-Антуан Дорнель (фр. Louis-Antoine Dornel) — Симфонические концерты.
- Марен Маре — Sonnerie de Ste-Geneviève du Mont-de-Paris.
- Георг Филипп Телеман —
  - «Гамбургская адмиралтейская музыка» (нем. Hamburger Admiralitätsmusik).
  - Overture-Suite in C major, TV 55 no C 3 «Wassermusik».
- Ян Дисмас Зеленка — Concerto a 8 in G major.
- Антонио Вивальди — «Времена года».

## Опера
- 12 января — «Оттон, король Германии[англ.]» Георга Фридриха Генделя (Королевский театр в Хеймаркете, Лондон);
- 14 мая — «Флавио, король лангобардов[англ.]» Георга Фридриха Генделя (опера была закончена всего семью днями ранее, в Королевском театре в Хеймаркете было дано восемь представлений);
- 13 июля — «Греческие и римские празднества», героический балет с пением композитора Франсуа Колин де Бламонта[фр.] и драматурга Луи Фюзелье[фр.];
- «Эрминия» (итал. Erminia) Джованни Баттиста Бонончини;
- «Морано и Розина» (итал. Morano e Rosina) Франческо Фео;
- La’mpeca scoperta Леонардо Лео (итал. Leonardo Leo).

## Родились
- 25 апреля — Джованни Марко Рутини, итальянский композитор (умер 22 декабря 1797).
- 9 ноября — принцесса Анна Амалия Прусская, немецкий композитор, младшая сестра короля Пруссии Фридриха Великого (умерла 30 марта 1787).
- 22 декабря — Карл Фридрих Абель, немецкий композитор и исполнитель на виола да гамба (умер 20 июня 1787).

Дата неизвестна —
- Паскаль Таскен, французский специалист по клавишным инструментам, официальный музыкальный мастер королей Людовика XV и Людовика XVI, заведовал королевской коллекцией музыкальных инструментов (умер в 1793).
- Франческо Уттини (итал. Francesco Uttini), итальянский дирижёр и композитор, автор первой шведской оперы (умер 25 октября 1795).

## Умерли
- 7 февраля — Карло Франческо Поллароло (итал. Carlo Francesco Pollarolo), итальянский композитор (родился в 1653).
- 21 августа — Дмитрий Константинович Кантемир, господарь Молдавского княжества, молдавский и российский государственный деятель, литератор, философ, историк, композитор, музыковед, лингвист, этнограф, географ, автор трактата «Книга науки музыки по литературной манере» (тур. Kitâbu 'Ilmi'l-Mûsikí alâ Vechi'l-Hurûfât), заложившего теоретические основы турецкой музыки (родился 26 октября 1673).
- 23 сентября — Уильям Бэйбл (англ. William Babell), английский органист и композитор (родился 1690).